# Belize nos Jogos Pan-Americanos de 2011
Belize participou dos Jogos Pan-Americanos de 2011, realizados na cidade de Guadalajara, no México. Foi a 12ª aparição do país em Jogos Pan-Americanos.

## Desempenho

### Atletismo
Masculino
Campo
| Atletas       | Evento          | Final | Final |
| Atletas       | Evento          | Res.  | Pos.  |
| ------------- | --------------- | ----- | ----- |
| Linford Avila | Salto em altura | DNS   | DNS   |